# مهربانی (مجموعه تلویزیونی)
مهربانی یک مجموعه تلویزیونی محصول سال ۱۳۷۷ به کارگردانی محمد حسن‌زاده،   می‌باشد که از شبکه پخش شد.

## بازیگران
- اصغر حیدری
- بیتا حیدری
- حسین رفیعی
- رابعه اسکویی
- رضا بیطرفان
- رضا مرادی
- ژروین سلیمانی
- سوزان عزیزی
- سیاوش مفیدی
- کامران ملک‌مطیعی
- محمود عباس‌زاده
- نوید محمودی